# Clase Dealey
La clase Dealey de destructores de escolta fue la primera clase de destructores de la posguerra (SGM) construidos para la Armada de los Estados Unidos.
Ligeramente más grandes y rápidos que los destructores escolta de la era anterior, fueron configurados con cañones gemelos de 3 pulgadas, cohetes antisubmarinos, rieles para cargas de profundidad y 6 cargadores. Tuvieron modernizaciones posteriores en las que se removieron los cohetes antisubmarinos y las cargas de profundidad, a favor de cohetes antisubmarinos con capacidades nucleares y monturas de torpedos que lanzaban torpedos ligeros.
Fueron retirados en 1972 y 1973 y reemplazados por las fragatas clase Knox; el USS Dealey (DE-1006) y el USS Hartley (DE-1029) fueron vendidos en 1972 a Uruguay y Colombia respectivamente, y el remanente de la clase desguazado.

## Buques
| Unidades Originales    | Unidades Originales | Unidades Originales                | Unidades Originales | Unidades Originales                                       | Unidades Originales |
| Nombre                 | Número              | Constructor                        | Asignado/Retirado   | Destino final                                             | Notas |
| ---------------------- | ------------------- | ---------------------------------- | ------------------- | --------------------------------------------------------- | --- |
| USS Dealey             | DE-1006             | Bath Iron Works                    | 1954-1972           | Transferido a Uruguay y renombrado ROU 18 De Julio (DE-3) | «Dealey». Dictionary of American Naval Fighting Ships (DANFS). Departamento de la Armada de Estados Unidos. Archivado el 22 de febrero de 2014 en Wayback Machine.      |
| USS Cromwell           | DE-1014             | Bath Iron Works                    | 1954-1972           | Desguazado                                                | «Cromwell». Dictionary of American Naval Fighting Ships (DANFS). Departamento de la Armada de Estados Unidos.                                                           |
| USS Hammerberg         | DE-1015             | Bath Iron Works                    | 1955-1973           | Desguazado                                                | «Hammerberg». Dictionary of American Naval Fighting Ships (DANFS). Departamento de la Armada de Estados Unidos. Archivado el 7 de diciembre de 2010 en Wayback Machine. |
| USS Courtney           | DE-1021             | Defoe Shipbuilding                 | 1956-1973           | Desguazado                                                | «Courtney». Dictionary of American Naval Fighting Ships (DANFS). Departamento de la Armada de Estados Unidos.                                                           |
| USS Lester             | DE-1022             | Defoe Shipbuilding                 | 1957-1972           | Desguazado                                                | «Lester». Dictionary of American Naval Fighting Ships (DANFS). Departamento de la Armada de Estados Unidos.                                                             |
| USS Evans              | DE-1023             | Puget Sound Bridge and Dredging    | 1957-1968           | Desguazado                                                | «Evans». Dictionary of American Naval Fighting Ships (DANFS). Departamento de la Armada de Estados Unidos.                                                              |
| USS Bridget            | DE-1024             | Puget Sound Bridge and Dredging    | 1957-1968           | Desguazado                                                | «Bridget». Dictionary of American Naval Fighting Ships (DANFS). Departamento de la Armada de Estados Unidos.                                                            |
| USS Bauer              | DE-1025             | Bethlehem Steel                    | 1957-1973           | Desguazado                                                | «Bauer». Dictionary of American Naval Fighting Ships (DANFS). Departamento de la Armada de Estados Unidos.                                                              |
| USS Hooper             | DE-1026             | Bethlehem Shipbuilding Corporation | 1958-1968           | Desguazado                                                | «Hooper». Dictionary of American Naval Fighting Ships (DANFS). Departamento de la Armada de Estados Unidos.                                                             |
| USS John Willis        | DE-1027             | New York Shipbuilding              | 1957-1972           | Desguazado                                                | «John Willis». Dictionary of American Naval Fighting Ships (DANFS). Departamento de la Armada de Estados Unidos.                                                        |
| USS Van Voorhis        | DE-1028             | New York Shipbuilding              | 1957-1972           | Desguazado                                                | «Van Voorhis». Dictionary of American Naval Fighting Ships (DANFS). Departamento de la Armada de Estados Unidos.                                                        |
| USS Hartley            | DE-1029             | New York Shipbuilding              | 1957-1972           | Vendido a Colombia y renombrado ARC Boyacá (DE-16)        | «Hartley». Dictionary of American Naval Fighting Ships (DANFS). Departamento de la Armada de Estados Unidos.                                                            |
| USS Joseph K. Taussig  | DE-1030             | New York Shipbuilding              | 1957-1972           | Desguazado                                                | «Joseph K. Taussig». Dictionary of American Naval Fighting Ships (DANFS). Departamento de la Armada de Estados Unidos.                                                  |
| Unidades Transferidas  |                     |                                    |                     |                                                           | |
| Nombre                 | Número              | País                               | Asignado/Retirado   | Destino final                                             | Notas |
| ROU 18 de Julio (DE-3) | DE-3                | Uruguay                            | 1952-1990           |                                                           | |
| ARC Boyacá (DE-16)     | DE-16               | Colombia                           | 1972-1994           | Preservado como barco museo cerca a Guatapé               | |